# Віль (Кайзерштуль)
Віль (нім. Wyhl) — громада в Німеччині, знаходиться в землі Баден-Вюртемберг. Підпорядковується адміністративному округу Фрайбург. Входить до складу району Еммендінген.
Площа — 16,95 км2. Населення становить 3878 ос. (станом на 31 грудня 2020).